# Jan Johnston
Pour les articles homonymes, voir Johnston.
 (décembre 2017).
Si vous disposez d'ouvrages ou d'articles de référence ou si vous connaissez des sites web de qualité traitant du thème abordé ici, merci de compléter l'article en donnant les références utiles à sa vérifiabilité et en les liant à la section « Notes et références ».
Jan Johnston (née le 21 février 1968 à Salford, dans le Grand Manchester en Angleterre) est une chanteuse britannique.
Elle a signé chez Columbia Records[Quand ?] pour faire partie du duo pop JJ. Ce projet échoua car elle changea de style de musique et commença à apparaître sur des disques de dance et de trance, le plus souvent chez Perfecto Records. Sa voix figure sur quelques titres de Brian Transeau ainsi que beaucoup d'autres titres de trance.

## Discographie

### JJ

#### Albums
- 1991 Intro...

#### Singles
- 1990 "If I never see sunday"
- 1990 "Slide away"
- 1991 "If this is love"
- 1991 "Crying over you"

### Jan Johnston

#### Albums
- 1994 Naked But for Lillies
- 2000 Emerging

#### Singles

##### Solo
- 1994 "Paris"
- 1994 "Alive"
- 1998 "Asking too much" (featuring Jamie Myerson) (US uniquement, ne fait partie d'aucun album)
- 2001 "Flesh" (premier single chez Perfecto Records, ne fait partie d'aucun album)
- 2001 "Silent words" (deuxième single chez Perfecto, figure sur l'album Emerging jamais sorti)
- 2002 "Am I on pause?" (troisième single chez Perfecto, en vinyle uniquement)
- 2003 "Calling your name" (version de Thrillseekers réenregistrée pour Platipus avec nouvelles voix (vinyle uniquement)

##### Collaborations etguest vocals
- 1995 Libra Presents Taylor - "Anomaly - Calling Your Name" (morceau produit par BT où figurent des samples de "The Prayer" ("Paris" face B))
- 1997 Submerge - "Take Me By the Hand"
- 1997 BT - "Remember" and "Lullaby for Gaia"* (de l'album de BT album ESCM (*Version US uniquement))
- 1998 Freefall - "Skydive" (single, ressorti en 2000)
- 1999 BT - "Mercury & Solace" (single de l'album de BT Movement in Still Life)
- 1999 BT - "Dreaming" (single) & "Running Down the Way Up" (de l'album de BT Movement in Still Life)
- 1999 BT - "Sunblind" (de la version japonaise de Movement in Still Life/BT Compilation R&R)
- 1999 Cloak - "Quiet Then" (de la bande originale du film "Hackers Vol. 2")
- 1999 Libra presents Taylor - "Anomaly" (overhauling remix (nouvelle version avec clip))
- 2000 Tomski - "Love Will Come" (single)
- 2001 Tiësto - "Close to You" (de l'album de Tiësto In My Memory)
- 2002 Cosmic Gate - "Raging (Storm)" (single)
- 2003 DJ Cor Fijneman - "Venus" (single)
- 2003 Paul van Dyk - Reflections album où figure la voix de Jan Johnston pour "Kaleidoscope", "Homage", "Like a Friend", "Spellbound"; "Nothing But You" où on ne peut pas distinguer sa voix en tant que choriste
- 2003 Svenson & Gielen - "Beachbreeze" (single)
- 2003 "Calling Your Name" (réenregistré avec de nouvelles paroles)
- 2003 BT - "Communicate" (de l'album de 2003 de BT Emotional Technology) (single non officiel, 2 remixes ont été faits)
- 2004 Serge Devant - "Transparent" (single avec de nombreux remixes)
- 2005 Cosmic Gate - "I Feel Wonderful"
- 2005 Paul Oakenfold - "Delerium" - (de la bande originale de The Club)
- 2006 Leama & Moor - "Waiting" - (de l'album de Leama & Moor Common Ground)

#### Les travaux qui ne sont pas sortis[réf.nécessaire]
Emerging
Jan a enregistré un deuxième album solo intitulé "Emerging" en 1999-2000, après avoir signé sur le label de Paul Oakenfold Perfecto. Au moment de la livraison de l'album, le label ne le trouva pas assez "dance" pour les clubs où Oakenfold voulait le présenter. L'album a été rangé sur une étagère et depuis prend la poussière. La liste des titres était :
- "Silent words"
- "Emerging"
- "Before"
- "Alligator waters"
- "Unafraid"
- "Superstar"
- "Freeze frame"
- "Is disaster coming"
- "As the cracks appear"
- "No excuses"
- "21st century Cinderella"
- "God's plan"

Bien qu'elle n'ait pas été enregistrée pour l'album Emerging, on décida de sortir comme premier single pour le label Perfecto un morceau intitulé "Flesh", écrit par Jan Johnston et enregistré par Brian Transeau en 1997 pendant les mêmes sessions que "Remember". Le mix original de BT n'a jamais été sorti à ce jour. La version utilisée pour le single est une version remaniée par Paul Oakenfold d'un remix de Tiësto.
"Silent Words" est sorti à la suite de "Flesh" comme une version raccourcie un peu plus agressive.
Quelques autres pistes sont apparues sur d'autres disques :
- "Unafraid" a été remixé par Paul Oakenfold et figure sur la bande originale du film Opération Espadon sorti en 2001 ;
- "Superstar" (Reprise des Carpenters) était prévu comme le premier single d'"Emerging" et a été remixé par Todd Terry, parmi d'autres. Un clip a été réalisé mais n'a jamais été rendu public. Des remixes de cette chanson sont apparus sur des compilations d'Oakenfold ;
- Des remixes de "As the cracks appear" sont apparus sur le vinyle de promo d'Oakenfold A perfecto summer.

Divers
- Jan Johnston a écrit et enregistré "Religion" avec Paul Oakenfold en 1999, qui a été jouée en live mais jamais sortie.
- La démo "Daring" (qui rappelle Emerging sur beaucoup de points) a été divulguée sur internet en 2005.